# Crepidula wilckensi
Crepidula wilckensi is een slakkensoort uit de familie van de Calyptraeidae. De wetenschappelijke naam van de soort is voor het eerst geldig gepubliceerd in 1924 door Finlay.